# 보은향교
보은향교(報恩鄕校)는 대한민국 충청북도 보은군 보은읍 삼산리에 있는 향교이다. 1981년 12월 26일 충청북도의 유형문화재 제95호로 지정되었다.

## 개요
향교는 훌륭한 유학자를 제사하고 지방민의 유학교육과 교화를 위하여 나라에서 지은 교육기관이다.
조선 세종(재위 1418∼1450) 때 처음 세워지고 그 후 여러 차례 다시 짓고 보수하였으며, 지금 남아있는 건물들은 18세기 이후에 지은 것이다.
명륜당은 학생들이 모여서 공부하는 강당으로 고종 8년(1871) 대원군의 서원철폐령으로 문을 닫은 상현서원의 강당을 옮겨지은 것이다. 앞면 5칸·옆면 2칸의 규모이며, 지붕 옆면이 사람 인(人)자 모양인 단순한 맞배지붕집이다. 사당인 대성전에는 공자를 비롯하여 중국과 한국 유학자의 위패가 모셔져 있다.
조선시대에는 나라로부터 토지와 책·노비 등을 지급 받아 운영하였으나 갑오개혁(1894) 이후 향교의 교육적 기능은 없어지고 지금은 제사 기능만 남아 있다. 『순암집』등의 문집과 『공부자성적도』 등의 책들이 보관되어 있다.
보은향교는 비록 오래된 건물은 아니지만, 규모가 당당하고 구성이 치밀한 보은지방의 대표적 옛 건축물이다

## 참고 자료
- 보은향교 - 국가유산청 국가유산포털